# Eva Spångberg
Eva Margareta Spångberg, född 2 april 1923 i Skäfthammars församling i Uppsala län, död 8 november 2011 i Gamla Hjelmseryd i Sävsjö kommun, var en svensk träsnidare, målare, evangelist och författare. Hon blev 88 år gammal.

## Biografi

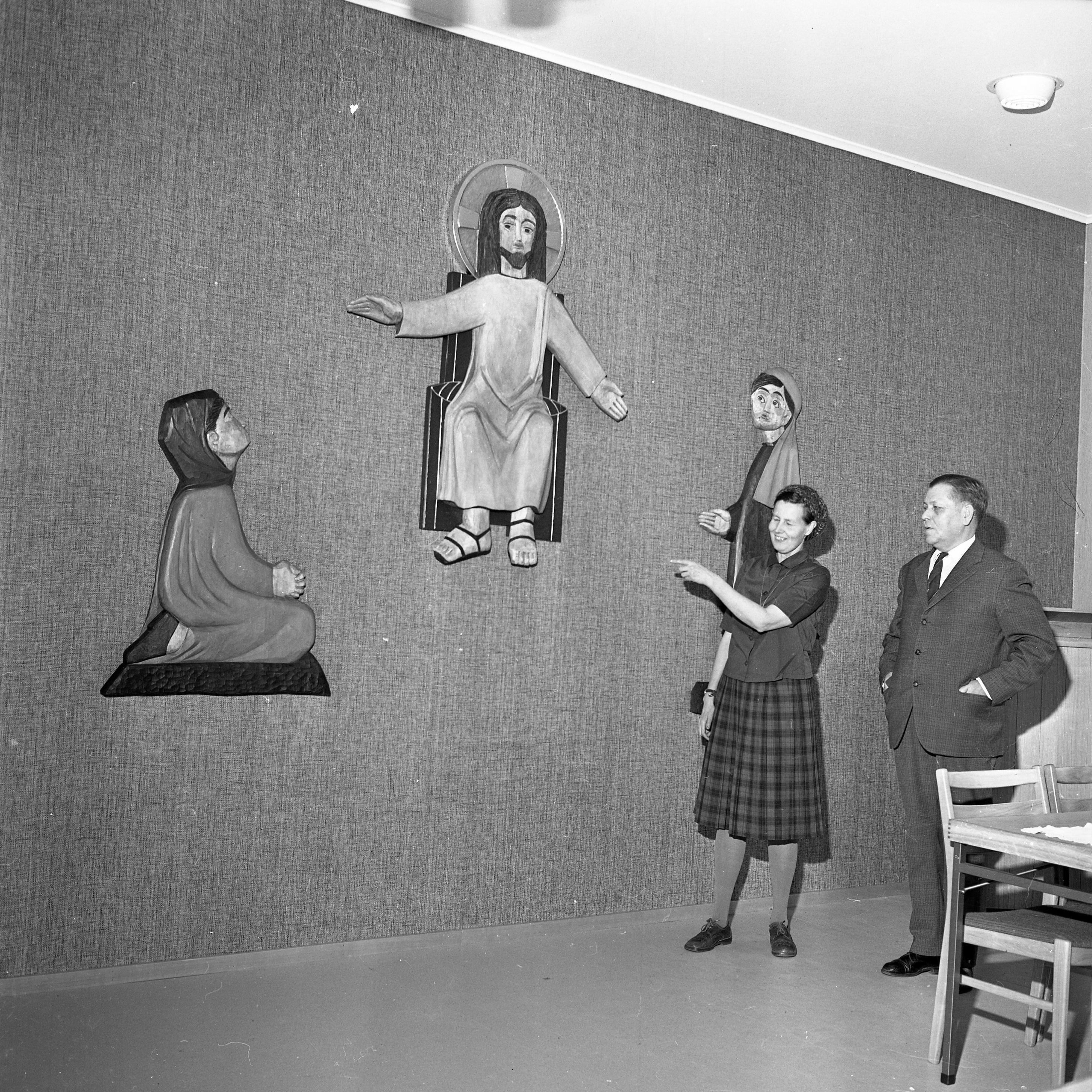
Eva Spångberg visar upp sitt konstverk (ett väggkonstverk föreställande Jesus i samtal med Maria och Marta i Ölmstads nya församlingshem) för komminister Gustaf Gustafsson, 1970.

Eva Spångberg, som var dotter till kamreren Bernhard Spångberg och Rut Astrid Richnau samt syster till flygöversten Erik Spångberg, föredrog att kalla sig förkunnare i trä. Hon bodde på gården Björkelund i Gamla Hjelmseryd. Hon utsågs till 1900-talets viktigaste kvinna inom Svenska Kyrkan i en omröstning arrangerad av Kyrkans Tidning.
Hon tog studentexamen i Gävle 1944 och blev fil. kand. vid Uppsala universitet 1949. Hon var ämneslärare vid samrealskolan i Vetlanda åren 1961 och 1962 och vid kommunala flickskolan i Växjö (numera Graffmanska skolan) mellan 1962 och 1969. Samtidigt var hon engagerad i uppbyggnaden av Hjelmserydsstiftelsen i Småland. Efter att ha drabbats av polio 1945 började Eva Spångberg skulptera i trä och hon gjorde framför allt figurer och miljöer ur Bibeln. Hon studerade snideri vid den statliga träsnidarskolan i Oberammergau i Tyskland 1950 och bedrev konstnärliga studier i Köpenhamn 1952. 
Eva Spångberg var en flitigt anlitad utsmyckare av monumentalarbeten i kyrkor och som konstruktör av julkrubbor. Hon är bland annat representerad i Storkyrkan i Stockholm,  Växjö domkyrka, Guldhedskyrkan i Göteborg, Gamla Hjelmseryds kyrka, Överlida kyrka, Maria i Rosengårds Katolska kyrka i Malmö, Helgeandskyrkan i Lund, Uppsala domkyrka, Adolfsbergs kyrka i Örebro, S:t Pers kyrka i Uppsala, Två Systrars kapell i Kalmar och Vrigstads kyrka i Småland.
På sin gård Björkelund nära Hjelmserydsstiftelsen byggde Eva Spångberg upp en uppmärksammad modell av Jerusalems tempel och snidade figurer till bibliska händelser på tempelområdet. Under många år berättade hon för besökare om judarnas historia, högtider och tempeltjänst. Vissa år kom närmare 30 000 besökare till gården.
Eva Spångberg var socialt verksam och  som student i Uppsala initiativtagare till den så kallade Dragarbrunnsmissionen, som hjälpte socialt utsatta människor. Också i Björkelund ägnade hon sig åt att rehabilitera socialt utslagna genom att låta dem vara medarbetare där. Hon var en känd företrädare för den svenska högkyrkligheten och en nära medarbetare till domprosten Gustaf Adolf Danell i Växjö, med vilken hon utgav en lärobok för konfirmander. 
Som illustratör utförde hon några illustrationer i religiösa skrifter, bland annat Minnesbok vid konfirmationen 1947, Ingvar Hectors Bön med bibeln 1962 och Jan Redins under flera decennier utgivna tidskrift Rundbrev för kyrklig förnyelse och utgav ett flertal egna böcker bland annat 70 år med Jesus.
Eva Spångberg tilldelades H.M. Konungens medalj i 8:e storleken i högblått band 2009 och Evangelistfondens hedersstipendium 2011.

## Utgivna skrifter
- Vår kristna tro. Lärobok för konfirmander. Tillsammans med G.A. Danell, 1966.
- Så älskade Gud  Lärarhandledning för söndagsskolan 1–3. 1971.
- Att bruka Guds ord som det står skrivet. Studieplan. 1971.
- Ty så älskade Gud världen att han utgav sin enfödde Son. Advents- och julkalender. 1984.
- Tolv tänkvärda tankar. 1991.
- Glasfönstret. Om Ruth, ett åldrande i senil demens. 1991 – Engelsk översättning: The stained glass window. The story of Ruth growing old in a state of senile dementia. 1991.
- Jag – en åsna. 1991.
- Det är fint att vara gammal. 1991, 2 uppl. 2004, 3 uppl. 2013
- Med en åsnas ögon. Tre legender. 1992.
- I dina händer. 1992, 2 uppl 2012.
- Med bildhuggarjärn och klubba. Bön och meditation. 1993.
- 70 år med Jesus. 1993, ny upplaga 2001.
- Var frimodig och oförfärad. 1994.
- Brevet till dig som är anhörig till en demenssjuk. 1994.
- Att gå mot strömmen – och finna källan. 1994.
- Välkommen till mitt hjärtas hus. 1995, 2 uppl. 2013.
- På morgonen stod han på stranden. 1997.
- Händelser vid vägen. 1997.
- Och det hände sig vid den tiden. 1999.
- Tänkvärda tankar. Ett urval krönikor. 2001.
- Saliga visshet. Jesus är min. 2002, 2 uppl. 2012.
- Livsnära. 2008.
- Tack för livet du gav mig. 2011.
- Evas krönikebok, 1, 2012.
- Evas krönikebok, 2, 2013.

## Bildgalleri

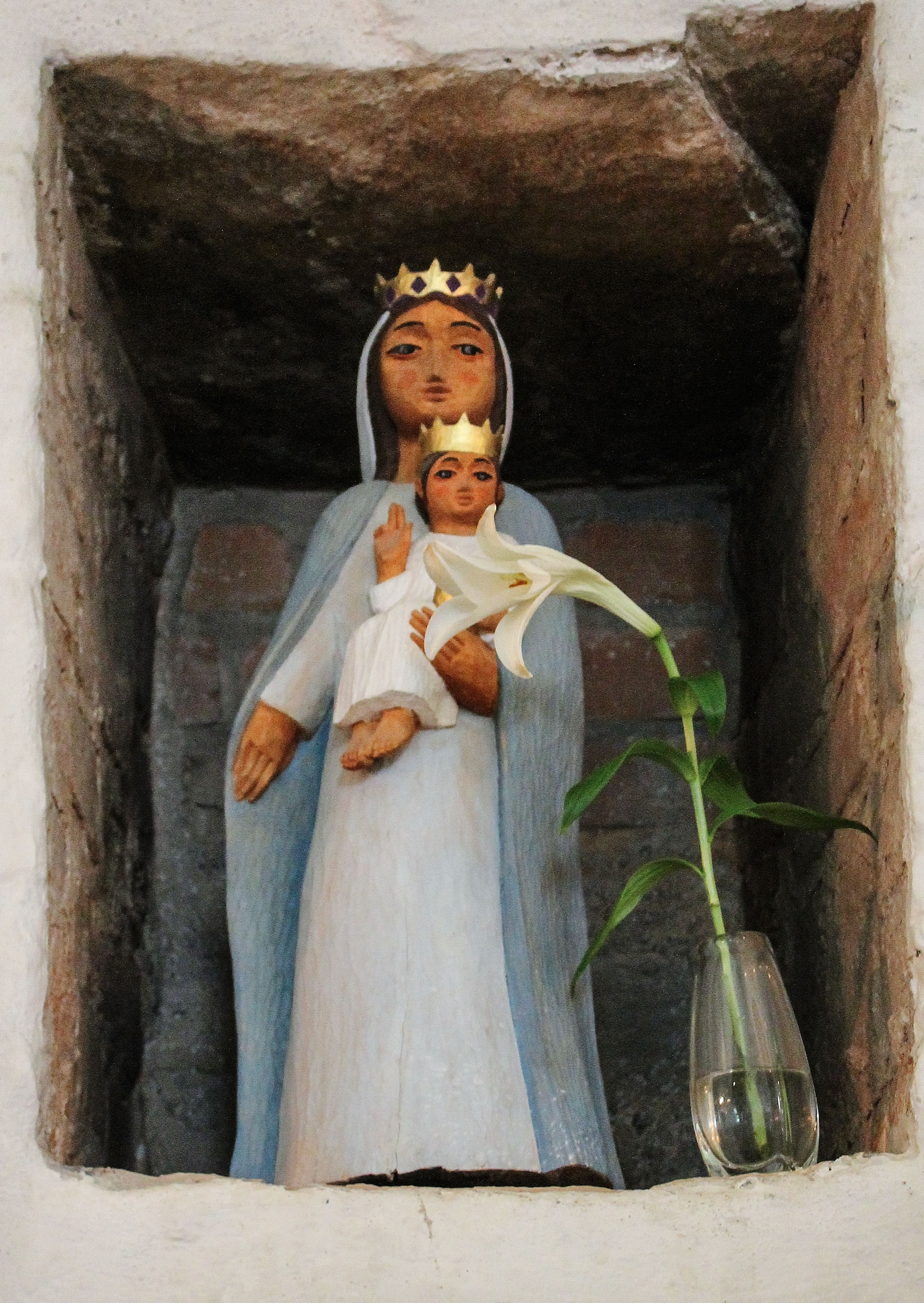
Maria med barnet, Växjö domkyrka.
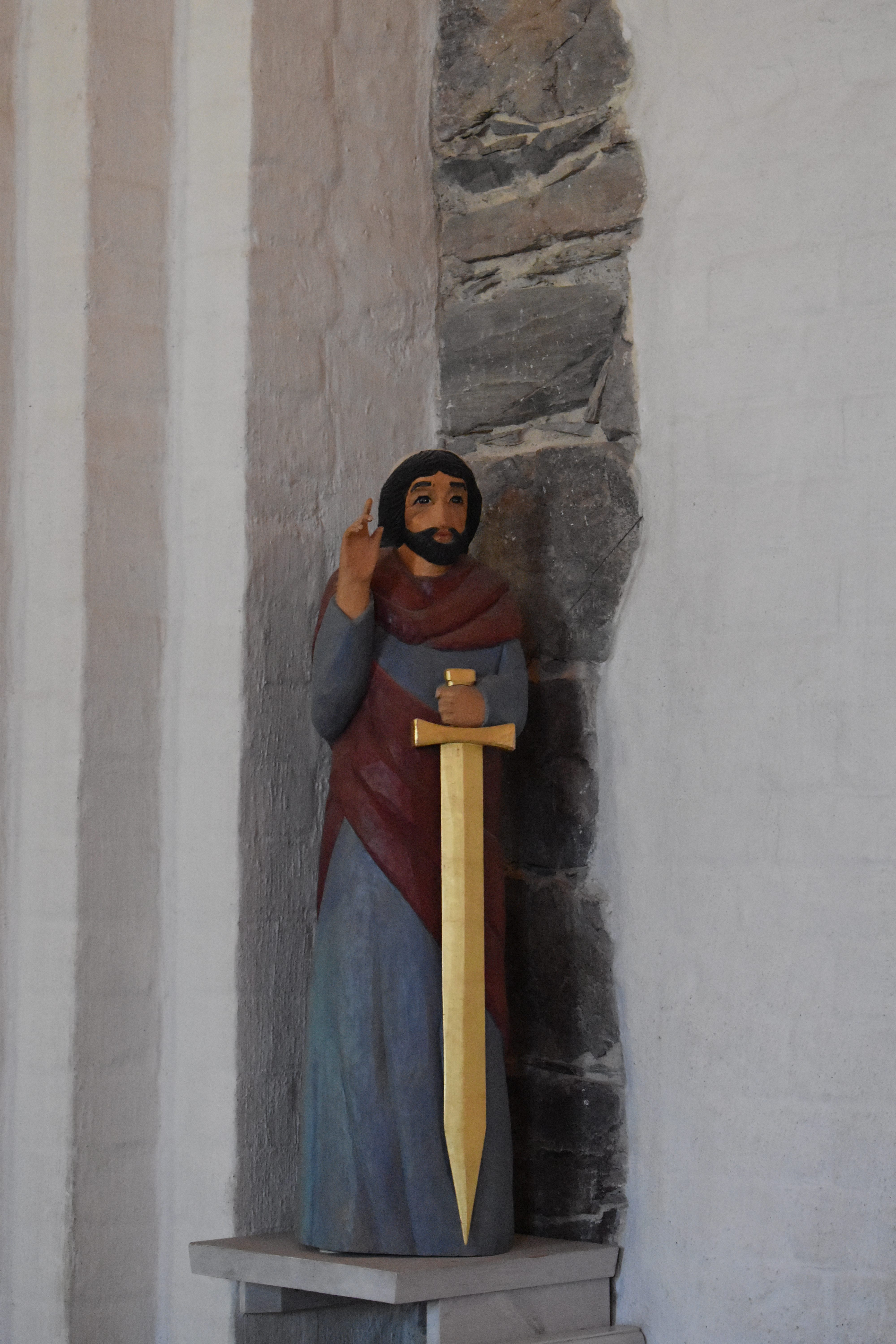
Sankt Paulus, Växjö domkyrka.
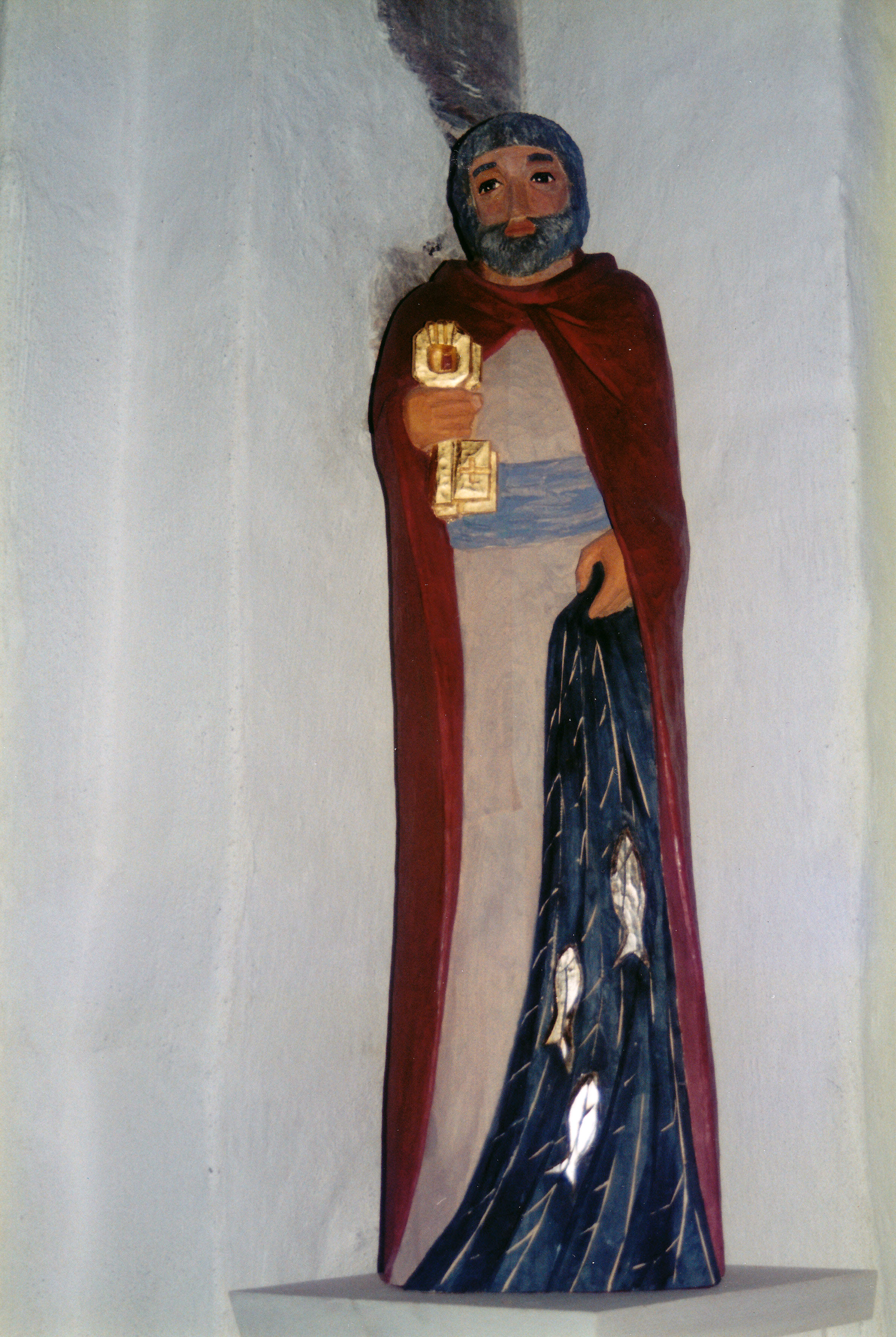
Sankt Petrus, Växjö domkyrka.
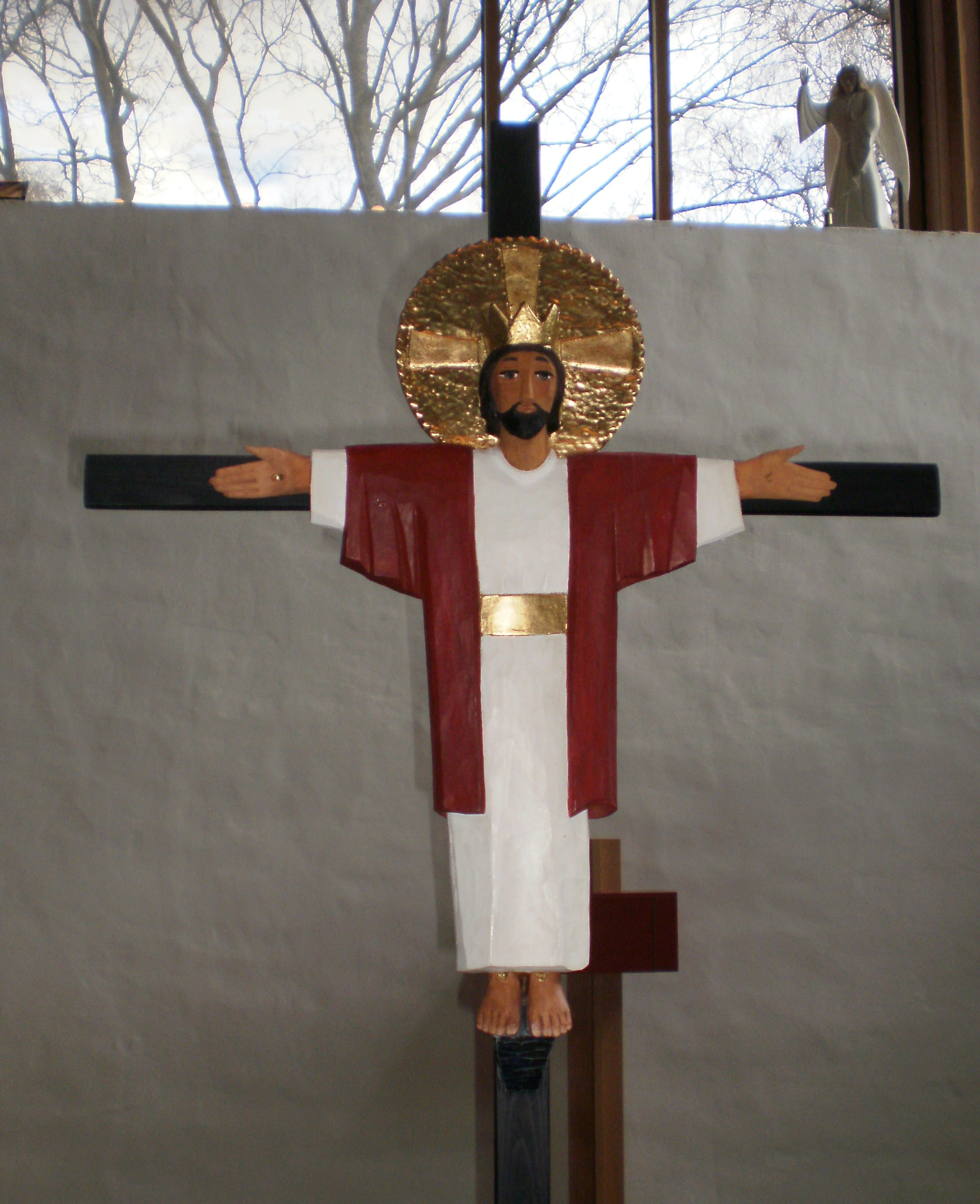
Processionskrucifix, Sankta Birgitta kyrka, Kalmar.
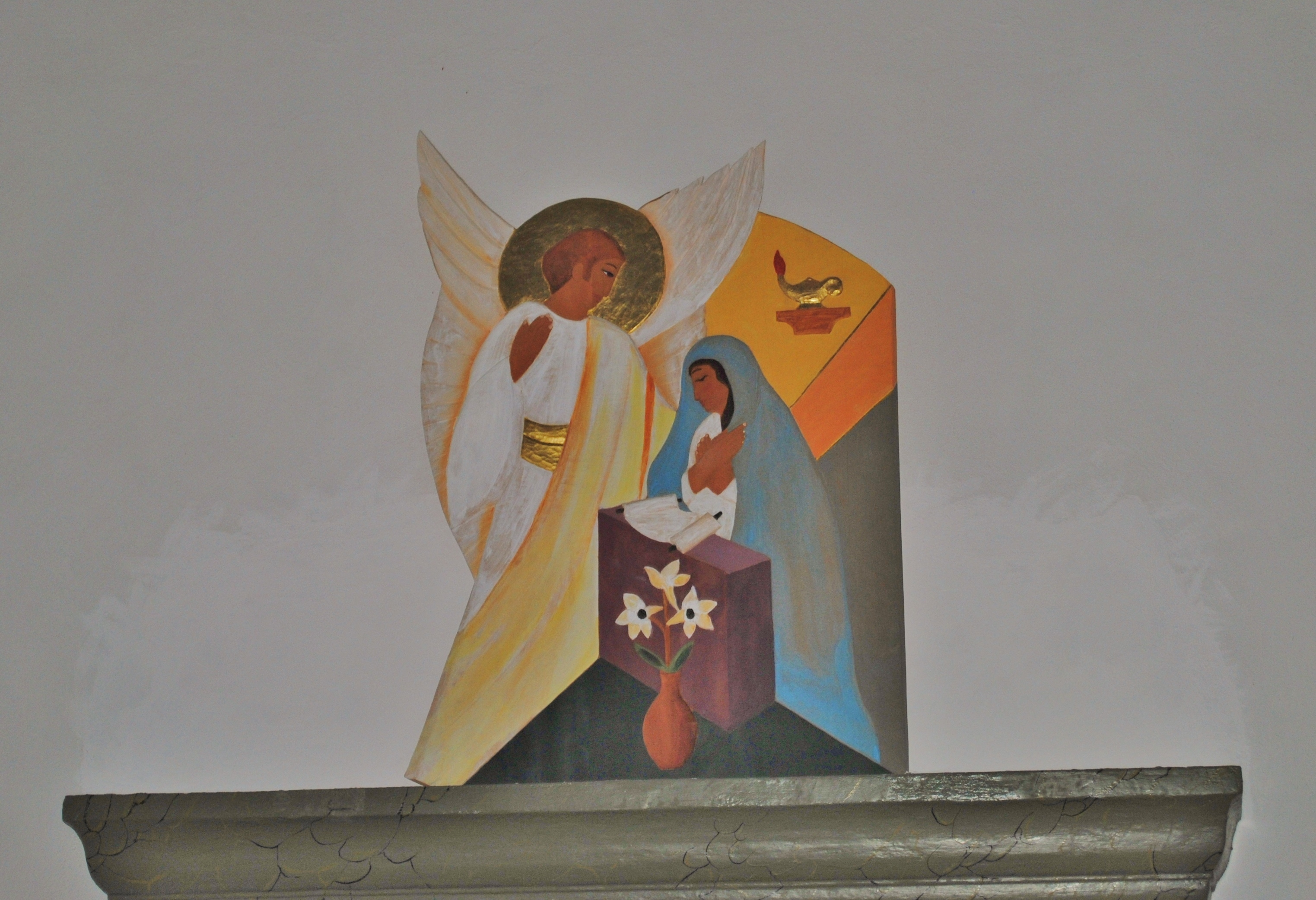
Bebådelsen, Slätthögs kyrka.
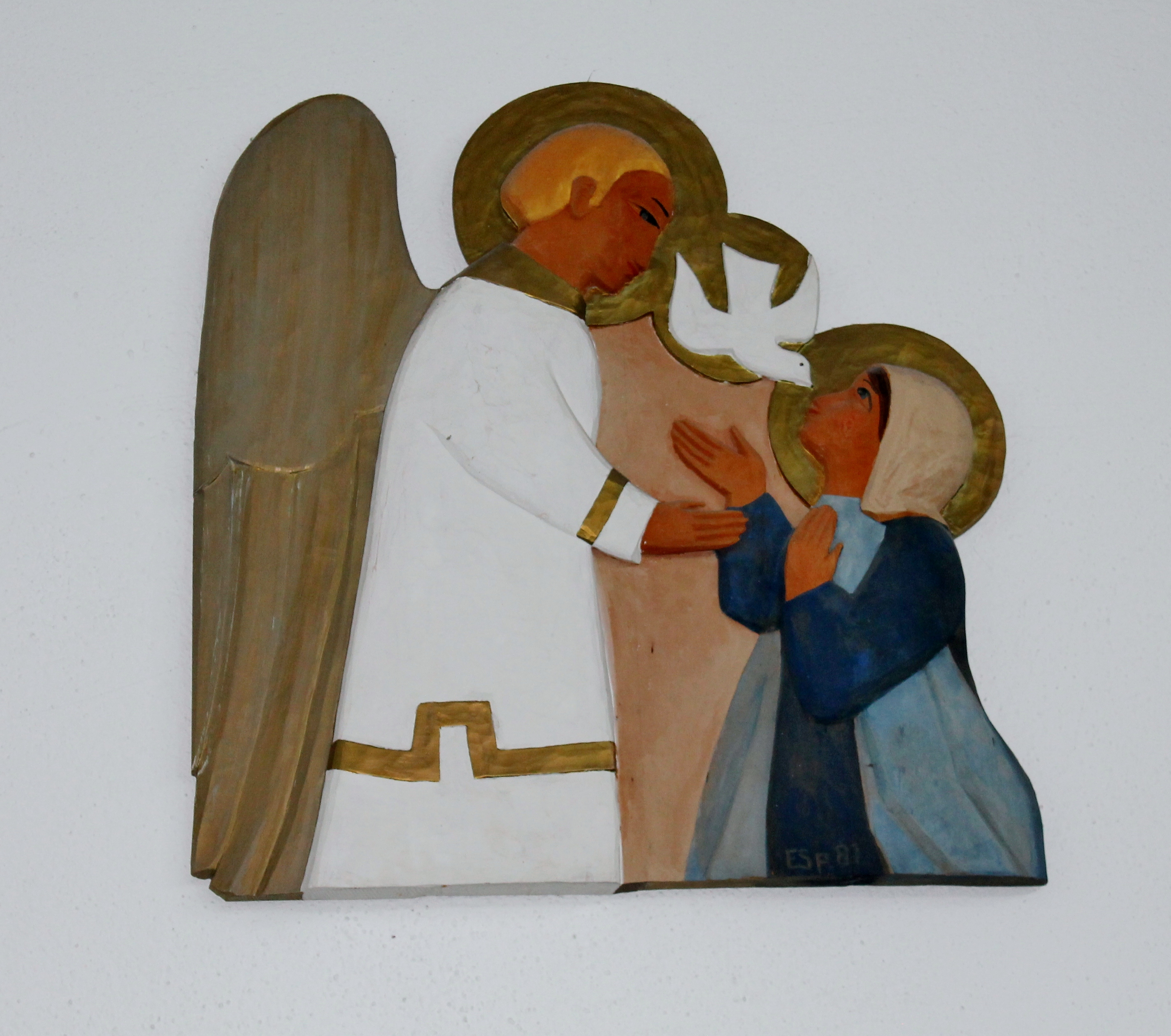
Bebådelsen, Två Systrars kapell.
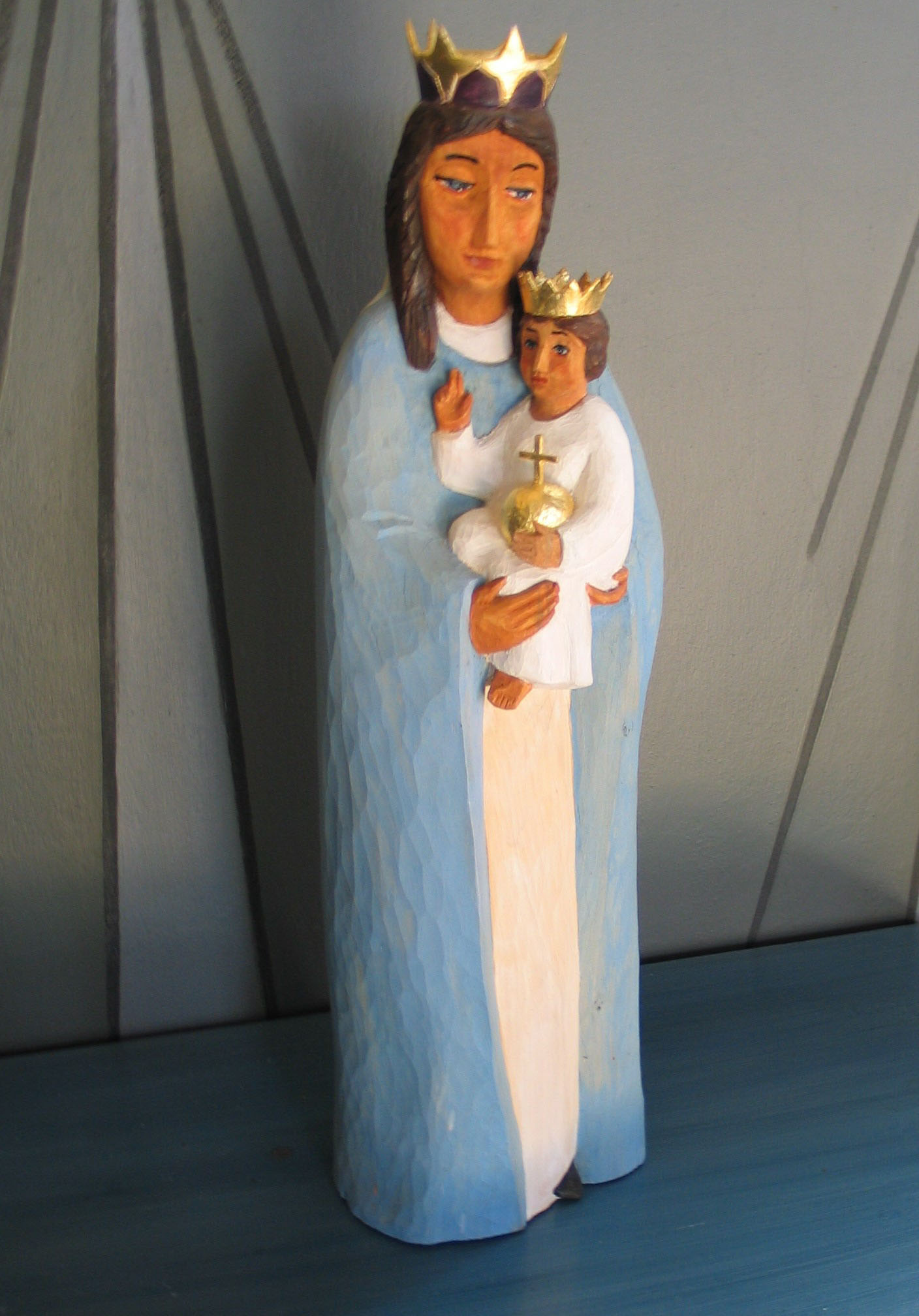
Maria med Kristusbarnet, Appuna kyrka.
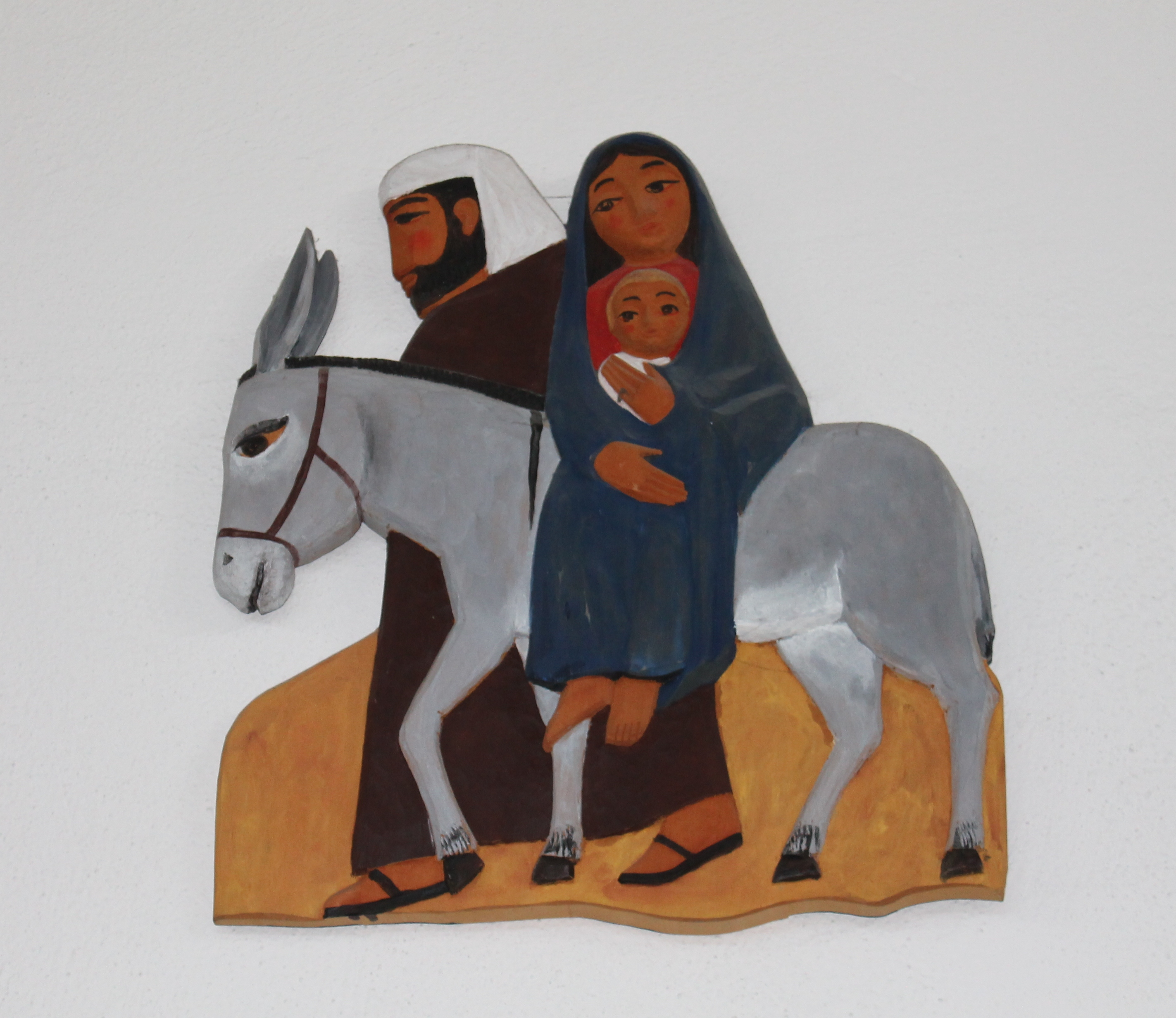
Flykten till Egypten
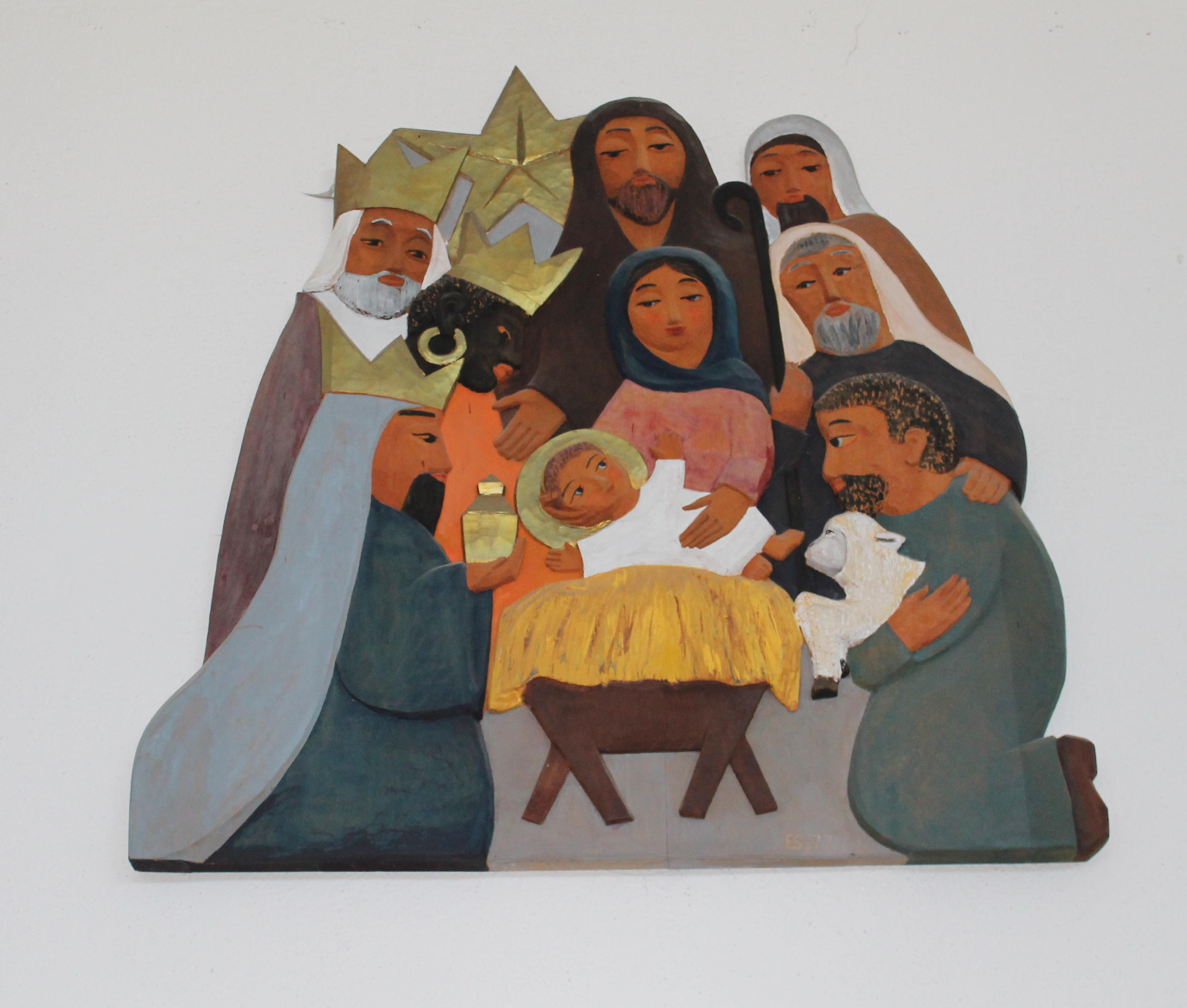
Jesu födelse, Två Systrars kapell.
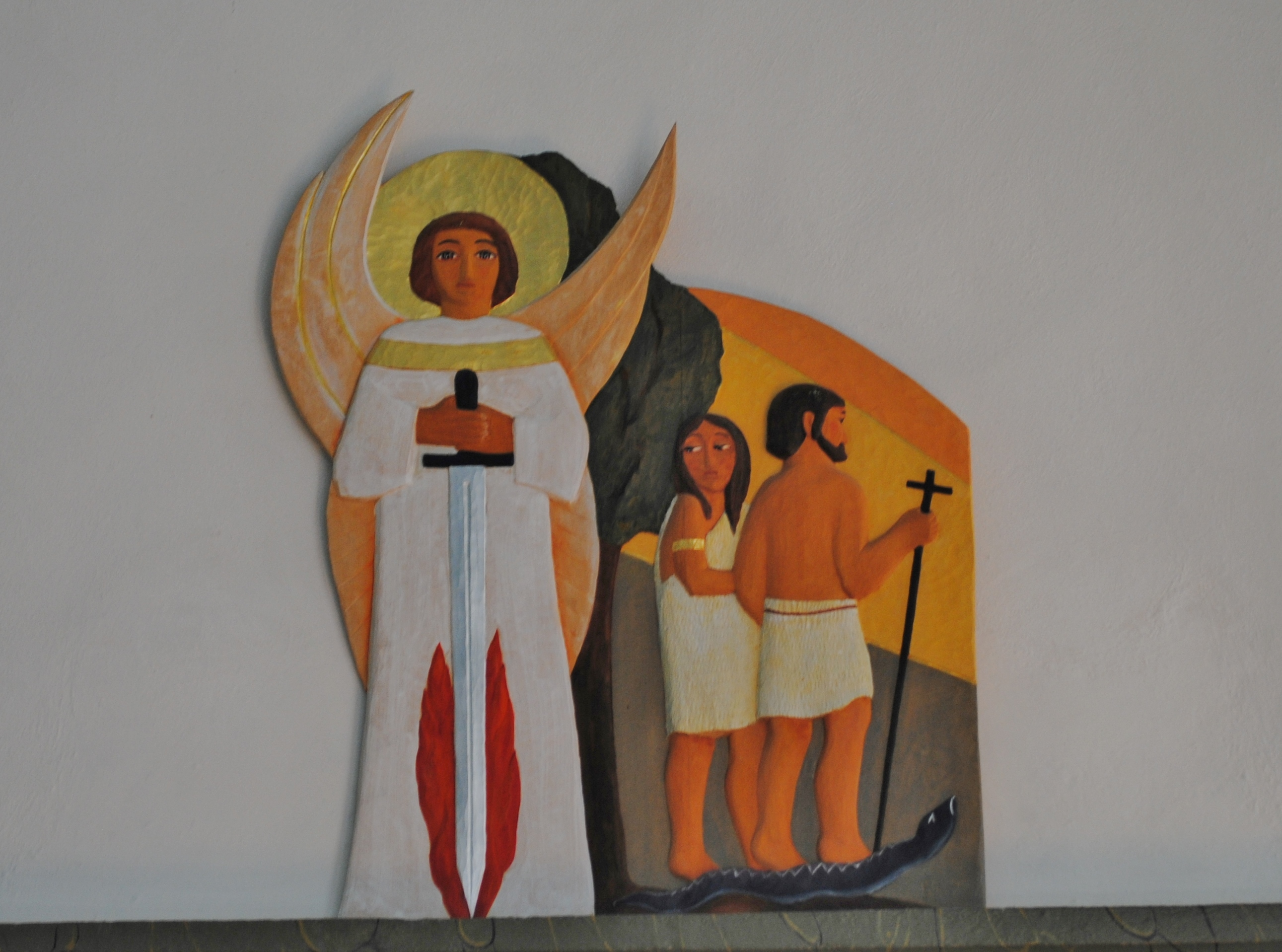
Utdrivande ur paradiset, Slätthögs kyrka.
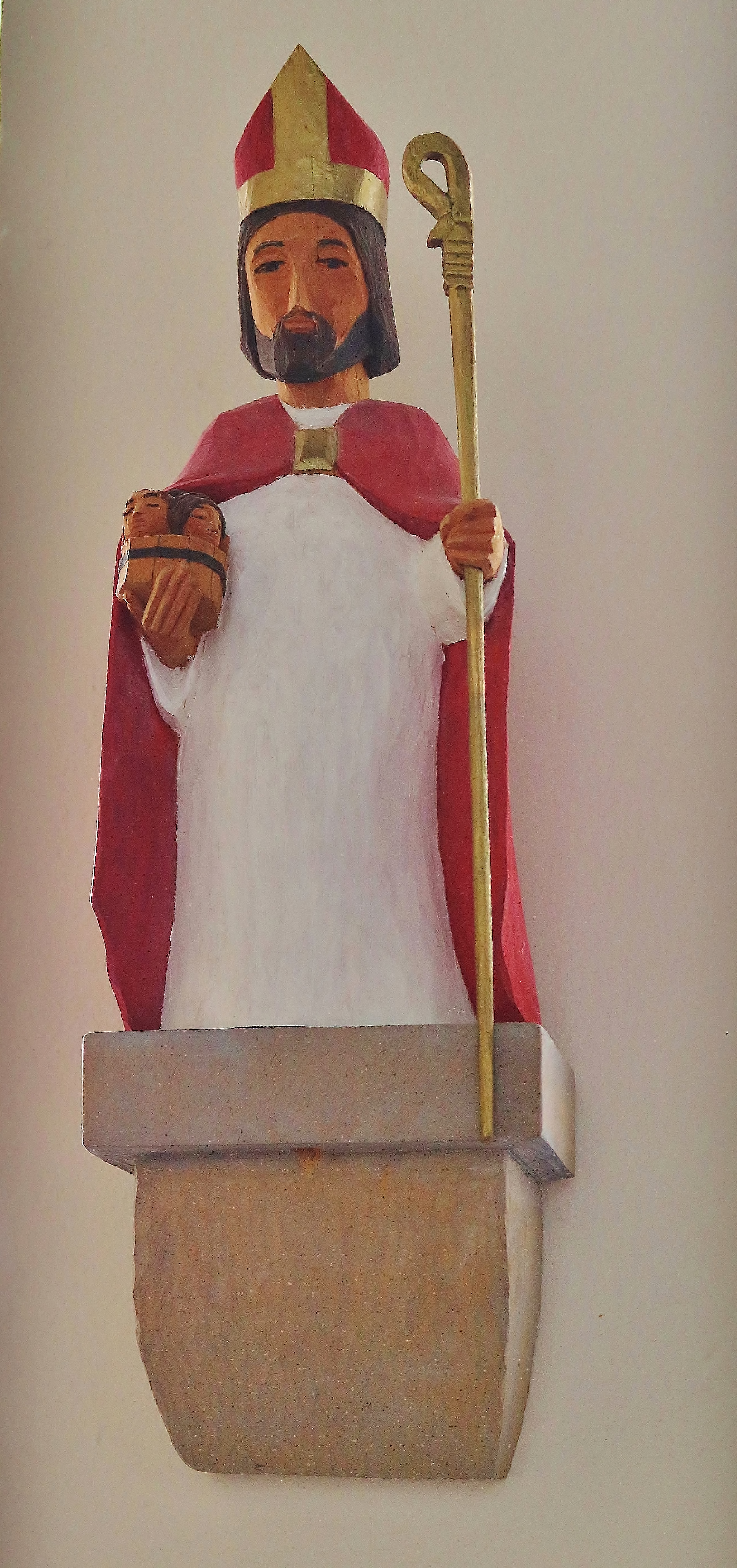
Sankt Sigfrid, Sankt Sigfrids kyrka, Småland.
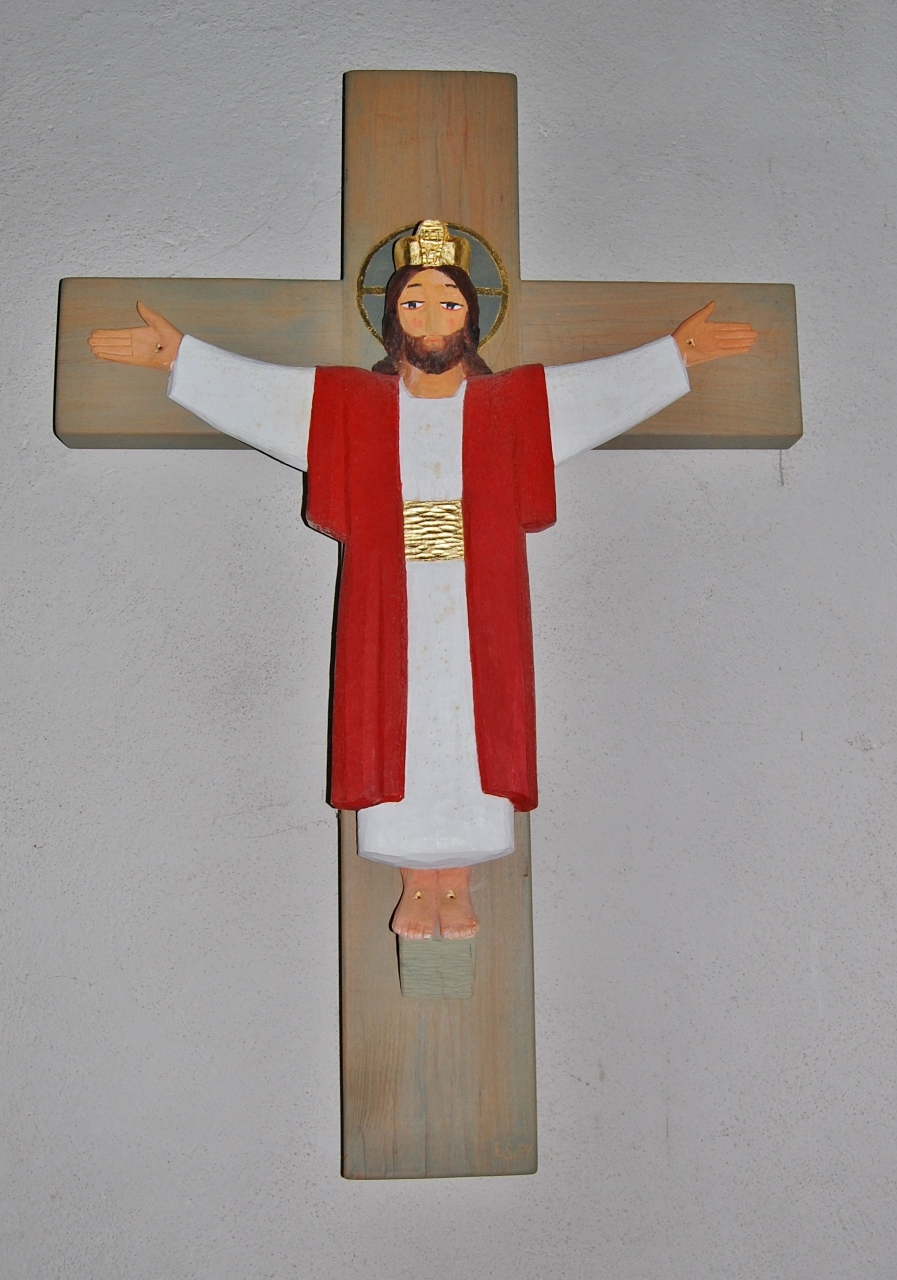
Krucifix, Bäckaby kyrka.
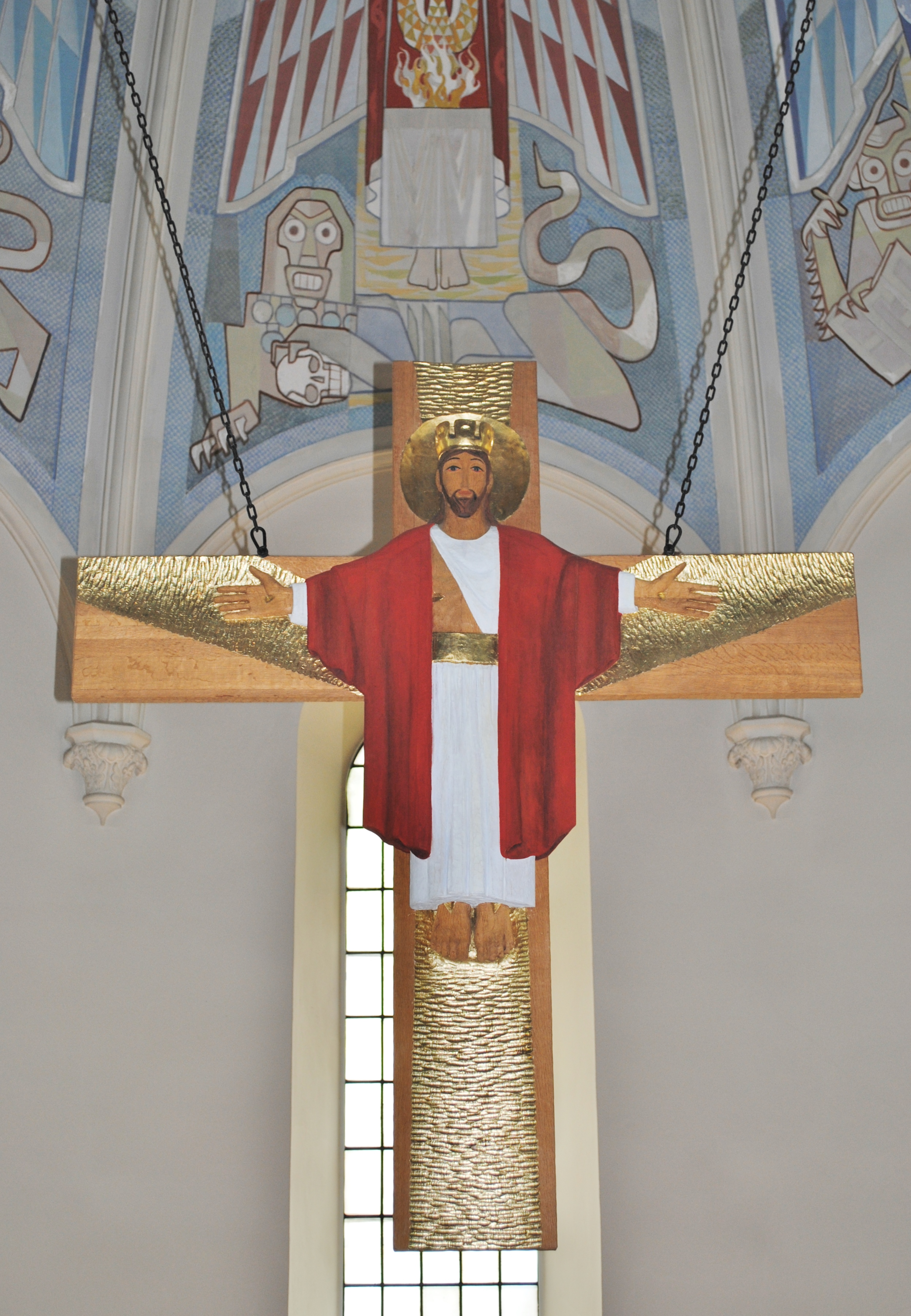
Triumfkrucifix, Furuby kyrka.
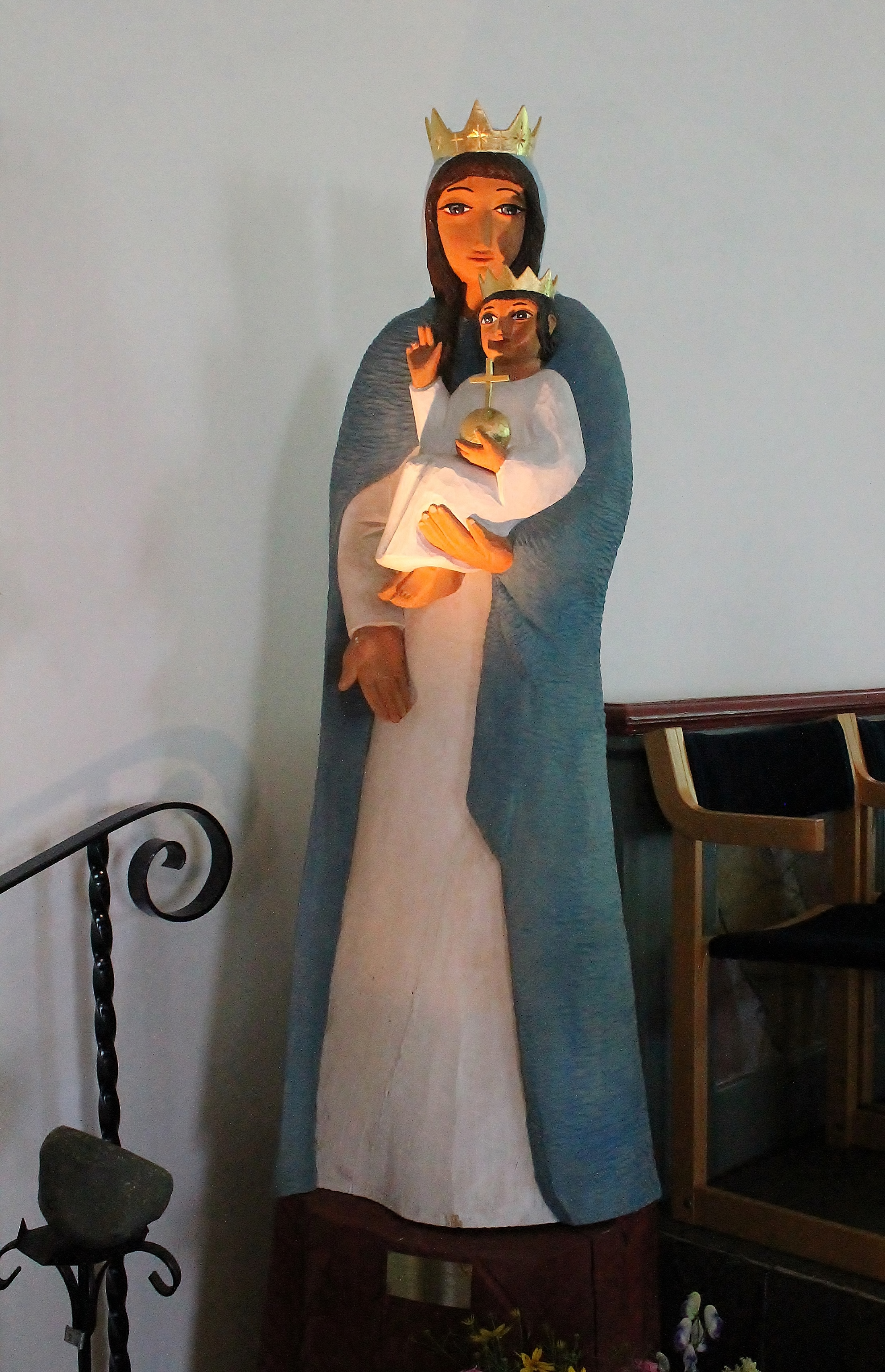
Maria och Jesusbarnet, Döderhults kyrka.
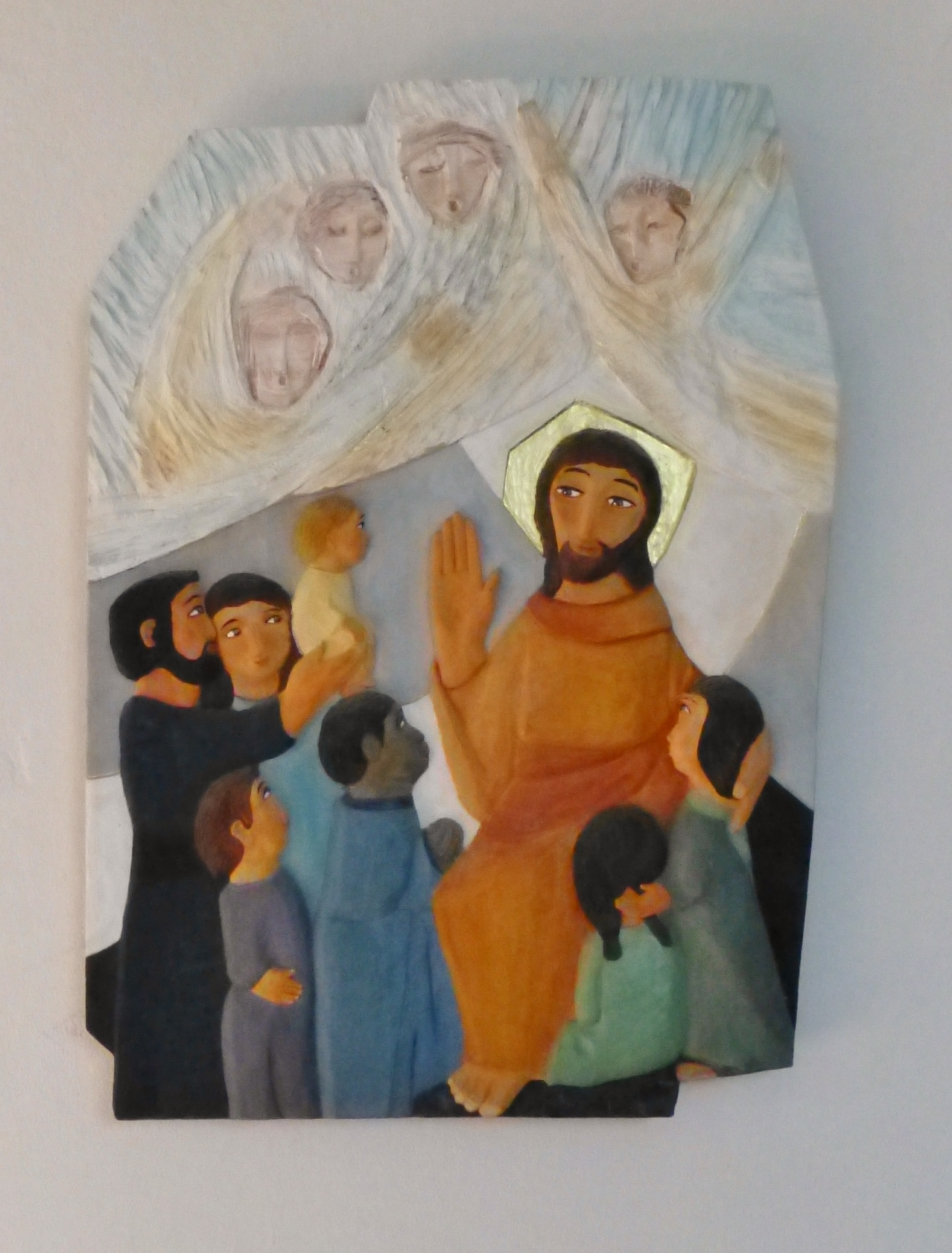
Jesus och barnen, Rödeby kyrka.